# Lobos de la BUAP Femenil
El Club de Fútbol Lobos de la Benemérita Universidad Autónoma de Puebla Femenil, también conocido como los Lobos de la BUAP Femenil, o simplemente las lobas, fue un equipo de fútbol femenil profesional del estado de Puebla que participó en la Primera División Femenil de México. Fue fundado en el año 2018 y tenía como sede el Estadio Olímpico de la BUAP.

## Historia

### Inicios
En diciembre de 2017, la franquicia obtiene su lugar en la primera división de la Liga MX, por lo que por reglamento tenían que crear su sección femenil.

### Liga MX Femenil
Por reglamento de la liga la creación de la sección femenil era inevitable, por lo que comenzaron a realizar visorías  para posteriormente debutar de manera profesional en el torneo Apertura 2018 al mando de Julio Cevada.
Al finalizar el Clausura 2019, la continuidad del equipo comenzó a cuestionarse, pues surgieron ofertas para trasladar la franquicia de Lobos BUAP a ciudades como Mazatlán e Irapuato, sin embargo, estas ofertas fueron rechazadas. Finalmente, el 11 de junio de 2019 se anunció la venta de la franquicia perteneciente a Lobos BUAP, la cual se convirtió en FC Juarez.
El patronato administrativo de Lobos BUAP se hizo con la franquicia que anteriormente pertenecía a Juárez, sin embargo, esta fue congelada para ser reestructurada y sería reactivada hasta la aprobación de su viabilidad por parte de las autoridades del fútbol mexicano, por este hecho, la franquicia puede ser utilizada para cualquier proyecto deportivo interesado y no necesariamente para el regreso del cuadro poblano.

## Estadio
El Estadio Olímpico de la BUAP puede albergar a 20,411 aficionados, cuenta con pista de tartán, pantalla y una pequeña casa club. Inaugurado el día 13 de enero de 2012 por el Rector Enrique Agüera Ibáñez y el Gobernador del Estado de Puebla, Rafael Moreno Valle Rosas. Dicho estadio ganó el primer lugar nacional y tercer lugar internacional en el premio obras Cemex 2012 en la categoría de educación y cultura del ramo institucional-industrial.

## Indumentaria

### Proveedor
| Período     | Proveedor |
| ----------- | --------- |
| 2018 - 2019 | Pirma     |

## Jugadoras

### Destino Posterior a la disolución
| Jugadora          | Posición      | Destino                     |
| ----------------- | ------------- | --------------------------- |
| Paola Manrique ⌂  | Portera       | Club de Fútbol Pachuca      |
| Karen Mejía       | Defensa       | Cruz Azul Fútbol Club       |
| Martha Mejía      | Defensa       | Retiro                      |
| Daniela Navarrete | Defensa       | Retiro                      |
| Mariana Escalona  | Defensa       | Retiro                      |
| María Ramírez     | Mediocampista | Club Puebla                 |
| Brenda León ⌂     | Mediocampista | Cruz Azul Fútbol Club       |
| Gloria Narváez    | Delantera     | Club de Fútbol Pachuca      |
| Itzia Tenahua ⌂   | Defensa       | Club Deportivo Guadalajara  |
| Abigail De Jesús  | Delantera     | Cruz Azul Fútbol Club       |
| Monique Burgess   | Delantera     | Tiburones Rojos de Veracruz |
| Rubí Ruvalcaba    | Defensa       | Cruz Azul Fútbol Club       |

| Jugadora          | Posición      | Destino                     |
| ----------------- | ------------- | --------------------------- |
| Natalia Penagos ⌂ | Delantera     | Tiburones Rojos de Veracruz |
| Ana Pérez         | Mediocampista | Retiro                      |
| Dulce Luis        | Mediocampista | Retiro                      |
| Dulce Martínez ⌂  | Defensa       | Club Puebla                 |
| Citlalli Valencia | Mediocampista | Tiburones Rojos de Veracruz |
| Dayán Fuentes ⌂   | Mediocampista | Tiburones Rojos de Veracruz |
| Cheyli Almejo     | Mediocampista | Tiburones Rojos de Veracruz |
| Mayra Ríos        | Mediocampista | Club América                |
| Erika Herrera     | Portera       | Retiro                      |
| Reyna Pozo        | Portera       | Retiro                      |
| Flor Rodríguez    | Delantera     | FC Juárez                   |
| Jazmín Piza       | Delantera     | Club Tijuana                |
| Claudia Cid ⌂     | Defensa       | Club América                |

## Plantillas Importantes

### 11 Inicial en Liga
Las Lobas iniciaron su participación en la Liga MX Femenil el lunes 7 de enero de 2018, enfrentándose al Deportivo Toluca en el Estadio Nemesio Díez. Cayendo 4-0 en su debut.
| Alineación: - Reyna Pozo - Karen Mejía - Martha Mejía - Itzia Tenahua - Dulce Martínez - Claudia Cid - María Ramírez - Brenda León - Mayra Ríos - Gloria Narváez - Abigail De Jesús - D.T. Julio Cevada |  | R. Pozo K. Mejía M. Mejía I. Tenahua D. Martínez C. Cid M. Ramírez B. León M. Ríos G. Narváez A. De Jesús |

### Último Partido Profesional
La manada culmina su participación en la Liga MX Femenil el sábado 20 de abril de 2019, en el torneo Apertura 2019, enfrentándose  al Club América en sus instalaciones. El encuentro terminó con una derrota por 1-0.
| Alineación: - Paola Manrique - Karen Mejía - Itzia Tenahua - Rubí Ruvalcaba - Dulce Martínez - Citlalli Valencia - Claudia Cid - María Ramírez - Brenda León - Gloria Narváez - Abigail De Jesús - D.T. Julio Cevada |  | P. Manrique K. Mejía I. Tenahua R. Ruvalcaba D. Martínez C. Valencia C. Cid M. Ramírez B. León G. Narváez A. De Jesús |

## Estadísticas

### Primera División
Actualizado al último partido disputado el: 20 de abril de 2019
| TORNEO        | PJ | PG | PE | PP | GF | GC | DIF | PTS | POSICIÓN | LOGRO                      | EFE (%) |
| ------------- | -- | -- | -- | -- | -- | -- | --- | --- | -------- | -------------------------- | ------- |
| Apertura 2018 | 16 | 4  | 2  | 10 | 18 | 28 | -10 | 14  | 12.º     | –                          | 29.2    |
| Clausura 2019 | 16 | 6  | 3  | 7  | 20 | 17 | 3   | 21  | 10.º     | –                          | 43.8    |
| TOTAL         | 32 | 10 | 5  | 17 | 38 | 45 | -7  | 35  | 11.º     | 10º Lugar en clasificación | 36.5 %  |

### Participación internacional
| Partidos internacionales | Partidos internacionales | Partidos internacionales | Partidos internacionales | Partidos internacionales | Partidos internacionales | Partidos internacionales |
| N.º                      | Fecha                    | Localidad                | Local                    | Res.                     | Visitante                | Certamen                 |
| ------------------------ | ------------------------ | ------------------------ | ------------------------ | ------------------------ | ------------------------ | ------------------------ |
| 1                        | 26 de mayo de 2019       | Puebla                   | Lobos de la BUAP Femenil | 3:4                      | Cleveland Ambassadors    | Partido amistoso         |

## Goles históricos

### Goles en Liga
| Gol                                         | Fecha               | Jugador              | Rival                  | Resultado | Notas              |
| ------------------------------------------- | ------------------- | -------------------- | ---------------------- | --------- | ------------------ |
| 1                                           | 22 de julio de 2018 | Brenda León (4')     | Cruz Azul Fútbol Club  | 4 - 3     | Primer gol en Liga |
| Último                                      | 8 de abril de 2019  | Gloria Narváez (87') | Club de Fútbol Pachuca | 4 - 3     | Último gol en Liga |
| Fecha de actualización: 20 de abril de 2019 |                     |                      |                        |           |                    |

## Máximas goleadoras

### Máximas goleadoras en liga
Actualizado al último partido disputado el: 20 de abril de 2019
| Pos | Nacionalidad | Nombre                | Goles |
| --- | ------------ | --------------------- | ----- |
| 1.º | México       | Gloria Narváez        | 10    |
| 2.º | México       | Abigail De Jesús      | 9     |
| 3.º | México       | Brenda León           | 3     |
| 3.º | México       | Claudia Fernanda Cid  | 3     |
| 5.º | México       | Flor Rocío Rodríguez  | 2     |
| 5.º | México       | María Lourdes Ramírez | 2     |
| 7.º | México       | Ana Paola Pérez       | 1     |
| 7.º | México       | Cheyli Yuset Almejo   | 1     |
| 7.º | México       | Dayán Vianey Fuentes  | 1     |
| 7.º | México       | Dulce Eileen Martínez | 1     |
| 7.º | México       | Itzia Tenahua         | 1     |
| 7.º | México       | Karen Mejía           | 1     |

| Máximas goleadoras en temporada regular                               | Máximas goleadoras en temporada regular | Máximas goleadoras en temporada regular | Máximas goleadoras en temporada regular |
| Pos                                                                   | Nacionalidad                            | Nombre                                  | Goles                                   |
| --------------------------------------------------------------------- | --------------------------------------- | --------------------------------------- | --------------------------------------- |
| 1.º                                                                   | México                                  | Gloria Narváez                          | 10                                      |
| 2.º                                                                   | México                                  | Abigail De Jesús                        | 9                                       |
| 3.º                                                                   | México                                  | Brenda León                             | 3                                       |
| 3.º                                                                   | México                                  | Claudia Fernanda Cid                    | 3                                       |
| 5.º                                                                   | México                                  | Flor Rocío Rodríguez                    | 2                                       |
| 5.º                                                                   | México                                  | María Lourdes Ramírez                   | 2                                       |
| Máximas goleadoras en temporada regular                               |                                         |                                         |                                         |
| Pos                                                                   | Nacionalidad                            | Nombre                                  | Goles                                   |
| El Club de Fútbol Lobos de la BUAP no tuvo participación en liguilla. |                                         |                                         |                                         |

### Máximas anotadoras por temporada
| Máximas anotadoras por temporada regular de liga | Máximas anotadoras por temporada regular de liga | Máximas anotadoras por temporada regular de liga |
| Torneo                                           | Jugadora                                         | Goles                                            |
| ------------------------------------------------ | ------------------------------------------------ | ------------------------------------------------ |
| Apertura 2018                                    | Gloria Narváez                                   | 5                                                |
| Apertura 2018                                    | Abigail De Jesús                                 | 5                                                |
| Clausura 2019                                    | Gloria Narváez                                   | 5                                                |

| Máximas anotadoras por liguilla                                       | Máximas anotadoras por liguilla | Máximas anotadoras por liguilla |
| Torneo                                                                | Jugadora                        | Goles                           |
| --------------------------------------------------------------------- | ------------------------------- | ------------------------------- |
| El Club de Fútbol Lobos de la BUAP no tuvo participación en liguilla. |                                 |                                 |

## Entrenadores
Actualizado al último partido disputado el: 20 de abril de 2019
| Entrenador   | Temporada     | PJ | PG | PE | PP | TR | GF | GC | DG  | PTS | POS  | Resultado      | EFE (%) |
| ------------ | ------------- | -- | -- | -- | -- | -- | -- | -- | --- | --- | ---- | -------------- | ------- |
| Julio Cevada | Apertura 2018 | 16 | 4  | 2  | 10 | 0  | 18 | 28 | -10 | 14  | 12.º | Fase de grupos | 29.2    |
| Julio Cevada | Clausura 2019 | 16 | 6  | 3  | 7  | 0  | 20 | 17 | 3   | 21  | 10.º | Fase de grupos | 43.8    |
| Julio Cevada | Total         | 32 | 10 | 5  | 17 | 0  | 38 | 45 | -7  | 35  | 7.º  | Fase de grupos | 36.5 %  |